# Mosteiros (Fogo)
Mosteiros és una vila al nord-est de l'illa de Fogo a l'arxipèlag de Cap Verd. Està situada vora la costa, 24 kilòmetres al nord-est de São Filipe. És la capital del municipi de Mosteiros.
Hi ha diverses plantacions de cafè prop de la vila. Val la pena visitar l'església Igreja Nossa Senhora da Ajuda. L'aeroport de Mosteiros ha estat tancat en favor de l'aeroport de São Filipe. Des de São Filipe es pot arribar a Mosteiros en autobusos "aluguer". La principal plaça de la vila és la Praça do Entroncamento.

## Galeria

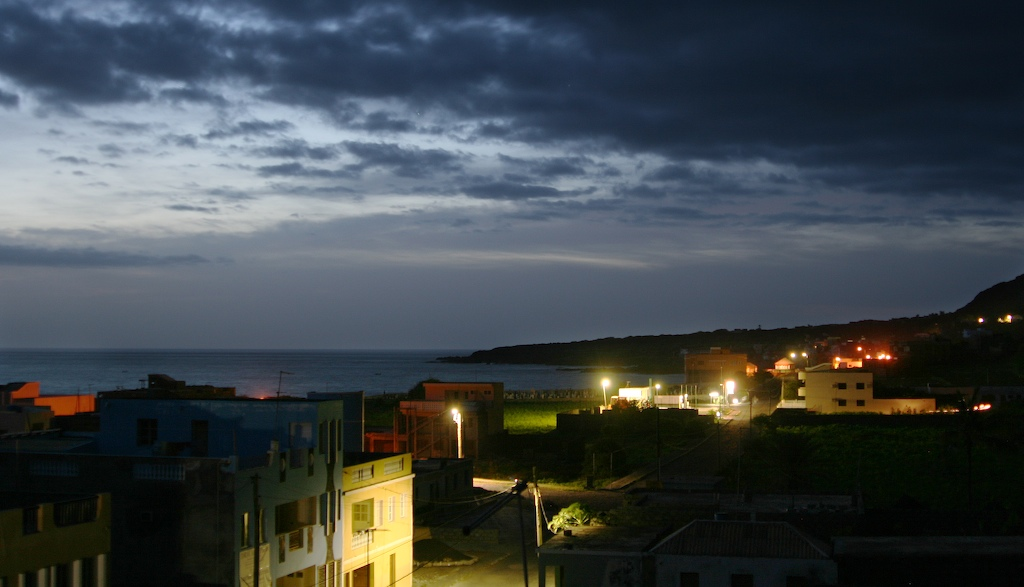
Matinad a Mosteiros
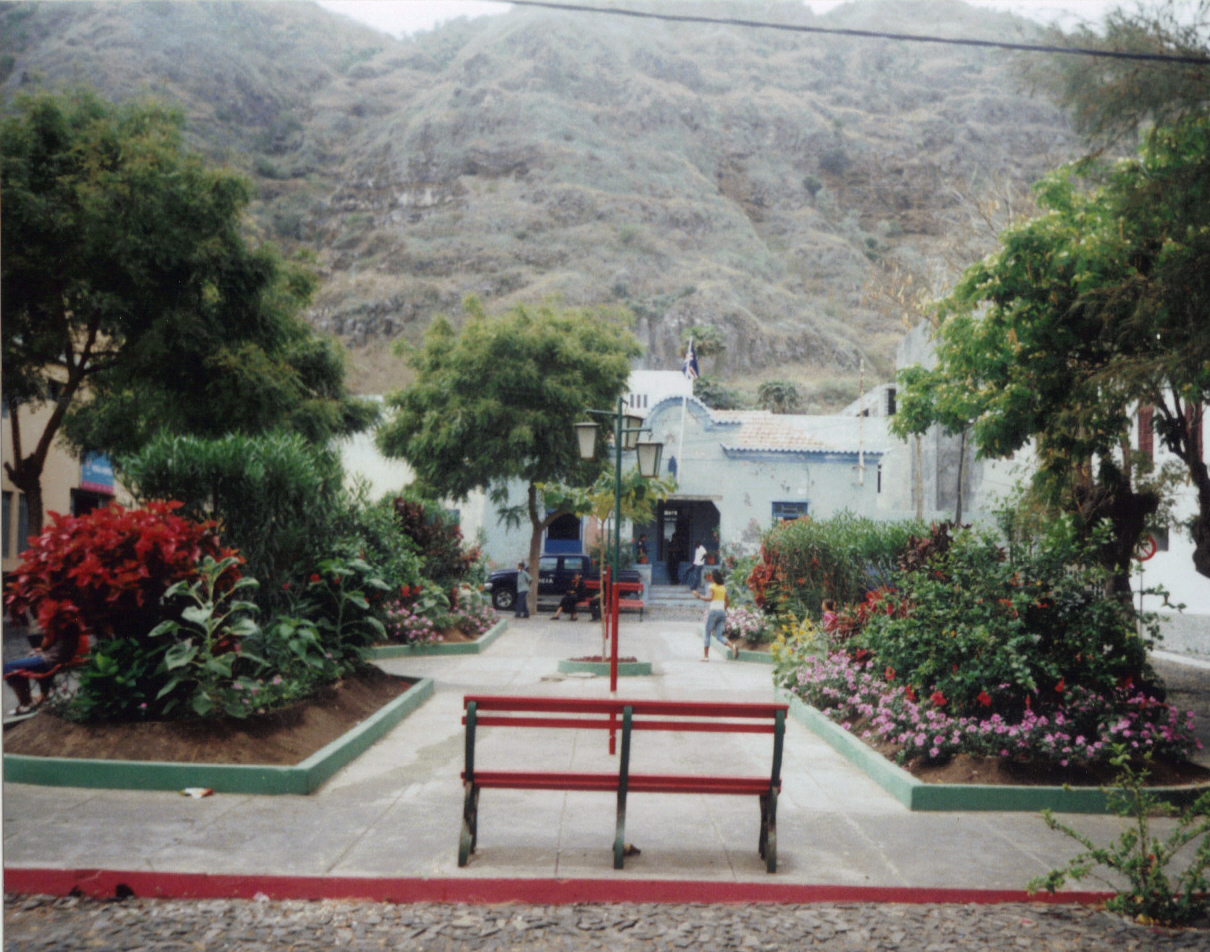
Praça do Entroncamento
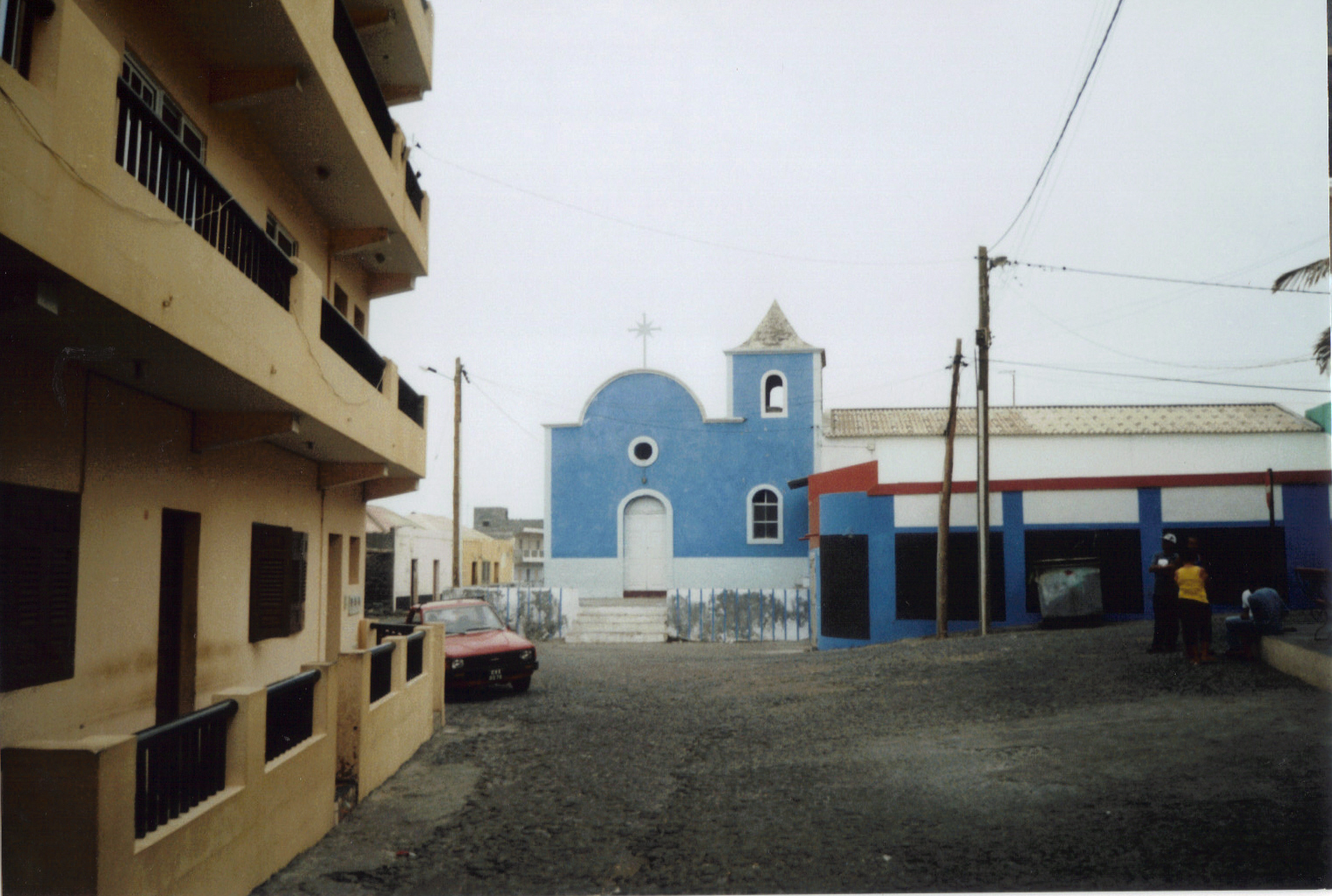
Església